# Meiacanthus crinitus
Meiacanthus crinitus es una especie de pez de la familia Blenniidae en el orden de los Perciformes.

## Morfología
• Los machos pueden llegar alcanzar los 10 cm de longitud total.

## Reproducción
Es ovíparo.

## Hábitat
Es un pez de mar y de clima tropical que vive entre 0-6 m de profundidad.

## Distribución geográfica
Se encuentra en Indonesia.